# Swear
『Swear』（スウェアー）は、チベット族中国人女性歌手、alanの日本における11thシングル。2009年11月4日にavex traxより発売された。

## 解説
- 2009年9月17日に着うたの配信が開始された[1]。
- 「Swear」はブルボン「ブランチュールミニシリーズ」の本人出演のテレビCMソングである。CMは北海道は8月18日から、東北以西9月8日から放送されている[2]。このため2010年1月に行う初のワンマンライブは同社が冠スポンサーとなっている。
- 「Beauty」は養命酒製造『Re:on』のCMソング[3]。
- PVは京成バラ園芸で撮影された[4]。
- 楽譜はヤマハ「ぷりんと楽譜」から出ている。

## 収録曲

### CD
1. Swear
作詞：aico・宮川ユカ　作曲：菊池一仁　編曲：河野圭
2. Beauty
作詞：池田綾子　作曲：菊池一仁　編曲：SHiNTA
3. Swear (Instrumental)
4. Beauty (Instrumental)

### DVD
1. Swear Music Video
2. Swear Music Video (Alternative Version)

## 参照
1. ↑  ブルボン「ブランチュールミニシリーズ」TVCMソングで話題の新曲を本日より着うた配信開始！
2. ↑  ブルボン「ブランチュールミニシリーズ」TVCM出演 & CMソング決定！！
3. ↑  リオンCM紹介
4. ↑  Welcome to the party of alan's family!｜alanオフィシャルブログ